# ダン・ブラウン
ダン・ブラウン（Dan Brown, 1964年6月22日 - ）は、アメリカ合衆国の小説家。ニューハンプシャー州出身。

## 人物
アメリカ合衆国ニューハンプシャー州エクセターにあるフィリップス・エクセター・アカデミーとアマースト大学を卒業。母校フィリップス・エクセター・アカデミーの英語教師を勤めながら、作家業を開始する。
2003年に発表した第4作の推理小説『ダ・ヴィンチ・コード』は、世界的な大ベストセラーとなった（2006年5月20日、映画公開）。
デビュー作『パズル・パレス』（原題：Digital Fortress）は、日本では角川書店より2006年4月3日に刊行された。
ダン・ブラウンの父は数学者で、母は宗教音楽家。妻は、美術史研究者で画家。

## 著作リスト
- パズル・パレス（Digital Fortress, 1998年）
- 天使と悪魔（Angels & Demons, 2000年）
- デセプション・ポイント（Deception Point, 2001年）
- ダ・ヴィンチ・コード（The Da Vinci Code, 2003年）
- ロスト・シンボル（The Lost Symbol, 2009年）
- インフェルノ（Inferno, 2013年）
- オリジン（Origin, 2017年）

## 今後の出版計画
今のところ出版を予定する小説の構想は12作分貯溜まっているとのこと。そのうち一つは偉大な作曲家の「事実に基づいた」フリーメイソンとの関係がメインテーマであり、その作曲家とはモーツァルトではないかと予想されている。